# Riccardo Azzurri
Riccardo Azzurri (Firenze, 13 aprile 1953) è un cantautore italiano.

## Biografia

### Anni '70 e '80
Comincia la carriera musicale nel gruppo degli Extra, insieme a Walter Savelli, e accompagna Claudio Baglioni durante il tour del 1979. Firma poi un contratto con la CBS, grazie al produttore Rodolfo Bianchi e nel 1981 incide il primo 45 giri, Comunque io.
Nel 1983 partecipa al Festival di Sanremo con il brano Amare te, accedendo alla finale e classificandosi al 15º posto.

### Anni recenti
Alla fine del 2011 pubblica l'album Bentornata a te mentre l'anno successivo esce "L'immaginario", album in cui sperimenta sonorità multietniche.
Nel 2014 collabora con Aleandro Baldi per la realizzazione del brano Firenze madre dedicato alla sua città natale; la loro collaborazione continuerà per qualche anno, tentando anche di presentarsi insieme a Sanremo 2016. L'anno successivo fonda un trio con Gabriele Lorenzi e Roberto Rosati riproponendo brani dal repertorio di Lucio Battisti ed eseguendoli nei teatri italiani.
Nel 2019 esce Araba fenice cantato insieme a Don Backy e Canto popolare, nato da un racconto di un eccidio sulle montagne Pistoiesi. Nel 2021 esce Viaggiatori nel tempo, duettato con un tenore di fama internazionale: Stefano Fini. Nel 2023 esce Io dico di no dove in cui vi sono brani come "Ferma la guerra", "I Violini di Auschwitz" e "Pace sarà".
Nel 2024 pubblica la sua autobiografia La vita come un gioco, con prefazione del presidente della Regione Toscana Eugenio Giani e postfazione di Don Backy.

## Discografia con gli Extra

### 45 giri
- 1978: Come sei/Vengo via (CBS, 6545)
- 1979: Maria Maddalena/La mia canzone per te (CBS)

## Solista

### 33 giri
- 1989: Riccardo Azzurri (Fonit Cetra, PL776)

### 45 giri
- 1981: Comunque io/Donna inconcludente (CBS)
- 1982: Mi sto innamorando ancora/dieta (CBS)
- 1983: Amare te/Vento di terra, vento di mare (CBS, A 3092)
- 1985: Tu dammi la metà/Previsioni (Pem/Ricordi)
- 1986: Ciao Italia/Specchi (Harmony, FAN 1)
- 1989: Mi mancherai (Fonit Cetra)

### CD
- 1996: "Il meglio" (DV More Record)
- 1994: "Non mollare" (inciso con lo pseudonimo "Rocko Azzurri") (Videobroadcasting Raffaele Ottavio)
- 1999  "Amici miei la fine del secolo"  (Harmony)
- 2010: "Io sempre io" (Interbeat - Fem)
- 2011: "Ben tornata a te" (Fem -Wondermark)
- 2012: "L'immaginario" (Amarete-Wonderful land)
- 2012: "Diop e Samb" (Amarete-Wonderful land)
- 2015: "Firenze madre" (Amarete-Wonderful land)
- 2016: "La riscossa" (Amarete-Wonderful land)
- 2019: "Canto Popolare" (Dolce Vita Records)
- 2021: "Viaggiatori nel tempo" (Stargate Edizioni musicali)
- 2023: "Io dico di no" (Stargate Edizioni musicali)
- 2023: "Muoio di te" (Stargate Edizioni musicali)
- 2023: "Io di più" (Stargate Edizioni musicali)